# Cantón de Chaville
El cantón de Chaville era una división administrativa francesa, que estaba situada en el departamento de Altos del Sena y la región de Isla de Francia.

## Composición
El cantón estaba formado por cuatro comunas:
- Chaville
- Marnes-la-Coquette
- Vaucresson
- Ville-d'Avray

## Supresión del cantón de Chaville
En aplicación del Decreto nº 2014-256 de 26 de febrero de 2014, el cantón de Chaville fue suprimido el 22 de marzo de 2015 y sus 4 comunas pasaron a formar parte; tres del nuevo cantón de Saint-Cloud y una al nuevo cantón de Meudon.